# غاش (تشناران)
غاش (بالفارسية: گاش) هي قرية تقع في قسم بقمتش الريفي (مقاطعة تشناران) في إيران. يقدر عدد سكانها بـ 206 نسمة بحسب إحصاء 2016.